# Bad Saulgau
Bad Saulgau là một đô thị ở huyện Sigmaringen ở bang Baden-Württemberg thuộc nước Đức. Đô thị này có diện tích 97,33 km², dân số thời điểm 31 tháng 12 năm 2020 là 17,567 người.

## Địa lý
Bad Saulgau nằm ở phía bắc của dãy núi Wagenhart, phía tây-tây bắc Atzenbergerhöhe, giữa sông Danube và hồ Constance.
Bad Saulgau giáp với các đô thị sau (theo chiều kim đồng hồ, bắt đầu từ phía bắc):
- Ertingen, Riedlingen, Allmannsweiler, Bad Buchau
- Dürnau, Bad Schussenried
- Ebersbach-Musbach, Boms, Eichstegen, Hoßkirch
- Ostrach, Hohentengen, Herbertingen

## Lịch sử

### Lịch sử sơ khai
Văn bản đầu tiên đề cập đến Sulaga có từ năm 819.
Trong thời kỳ của các công quốc bộ tộc, Saulgau ở trong Công quốc Swabia. Năm 1239, Saulgau được Hoàng đế Friedrich I trao quyền thành phố và quyền thị trường bởi Vua Rudolf I vào năm 1288. Năm 1299, Saulgau rơi vào tay Nhà Habsburg và trở thành một thị trấn chính thức trong vùng Danube của Áo.
Trong các cuộc săn lùng phù thủy ở thành phố Saulgau từ năm 1518 đến năm 1684, 46 phiên tòa xét xử phù thủy đã được thực hiện với 29 vụ hành quyết và hai vụ trục xuất. Nạn nhân nhỏ tuổi nhất, Maria Eichel, mới chỉ 15 tuổi khi cô bị hành quyết vào ngày 16 tháng 3 năm 1674. Hai phiên tòa xét xử phù thủy chống lại Anna Persauter vào năm 1666 và 1672, kết thúc bằng tra tấn và chặt đầu cô, đã được đặc biệt biết đến.

### Thời kỳ Württemberg
Trong quá trình tái tổ chức châu Âu bởi Napoléon Bonaparte, Saulgau trở thành thủ phủ của Oberamt Saulgau.
Vào ngày 27 tháng 6 năm 1935, một trận động đất đã làm rung chuyển thành phố. 6.250 tòa nhà bị hư hại, một số bị thiệt hại nghiêm trọng. Thiệt hại lên tới 0,75 triệu Reichsmark.
Năm 1934, Oberamt Saulgau được đổi tên thành Kreis Saulgau. Năm 1938, các huyện Saulgau và Riedlingen hợp nhất thành huyện Saulgau mới thành lập.
Trong Chiến tranh thế giới thứ hai, từ ngày 14 tháng 8 năm 1943 đến ngày 22 tháng 4 năm 1945, Luftschiffbau Zeppelin GmbH đã vận hành một trại vệ tinh của trại tập trung Dachau. Có tới 400 tù nhân của trại tập trung phải lao động khổ sai trong trại, 43 trong số đó đã chết. Trên 35 nạn nhân của hai cuộc chiến tranh thế giới được tưởng niệm bằng hai tấm bia tưởng niệm tại đài tưởng niệm các chiến sĩ ở nghĩa trang thành phố.  Một đài tưởng niệm dành riêng vào năm 2005 cũng để tưởng nhớ trại và các nạn nhân tại địa điểm cũ của trại tập trung.

### Thời kỳ hậu chiến
Sau Chiến tranh thế giới thứ hai, Saulgau rơi vào vùng chiếm đóng của Pháp vào năm 1945 và do đó thuộc về bang Württemberg-Hohenzollern mới được thành lập vào năm 1947, được sáp nhập vào bang Baden-Württemberg vào năm 1952.
Trong quá trình cải cách huyện vào năm 1973, Saulgau trở thành một phần của huyện Sigmaringen, đây là đô thị lớn nhất hiện nay.

## Tôn giáo
Dân số của Bad Saulgau chủ yếu là Công giáo La Mã.